# Bernardo del Carpio
Pour les articles homonymes, voir Bernardo et Carpio.
Bernardo del Carpio est un héros légendaire espagnol du IXe siècle. 
Il naquit d’un mariage secret entre don Sanche, seigneur de Saldagna, et la sœur d’Alphonse le Chaste. Ce prince, irrité de la mésalliance de sa sœur, fit crever les yeux à don Sanche et le fit enfermer. Bernard, devenu grand, s’illustra par de glorieux exploits contre les Maures, espérant toujours qu’il obtiendrait la liberté de son père ; mais le successeur d’Alphonse le Chaste eut la cruauté de faire périr don Sanche. Alors Bernard quitta l’Espagne et vint en France, où il mena la vie aventureuse d’un chevalier errant. 

## Source
« Bernardo del Carpio », dans Pierre Larousse, Grand dictionnaire universel du XIXe siècle, Paris, Administration du grand dictionnaire universel, 15 vol., 1863-1890 [détail des éditions].